# Immungedächtnis
| Qualitätssicherung | Dieser Artikel wurde aufgrund von formalen und/oder inhaltlichen Mängeln auf der Qualitätssicherungsseite der Redaktion Medizin eingetragen. Bitte hilf mit, die Mängel dieses Artikels zu beseitigen, und beteilige dich dort an der Diskussion. Die Mindestanforderungen für medizinische Artikel sollen dadurch erfüllt werden, wodurch eine eventuelle Löschung des Artikels oder von Artikelpassagen innerhalb von vier Wochen vermieden wird. Begründung: keine Belege --Alossola (Diskussion) 21:30, 9. Mai 2025 (CEST) | Redaktion Medizin |

Das Immungedächtnis (engl.: immunological memory) ist die Fähigkeit des Immunsystems, sich an einen in der Vergangenheit aufgetretenen Infektionserreger (Virus, Bakterium, Pilz oder Parasit) zu „erinnern“, so dass es bei einem zukünftig erneuten Auftreten desselben Infektionserregers schneller und wirksamer gegen diesen vorgehen kann. Das Immungedächtnis ist eine Eigenschaft der B- und T-Lymphozyten, d. h. der adaptiven oder erworbenen Immunität (adaptive oder specific immunity) und nicht der angeborenen oder natürlichen Immunität (innate oder natural immunity).

## Bildung eines Immungedächtnisses
Wenn ein B- oder T-Lymphozyt auf sein Antigen (oder einfacher gesagt auf ein infektiöses Agens, z. B. X) trifft, wird er aktiviert und beginnt sich zu teilen, was nach etwa 5–7 Tagen zur Bildung vieler Klonzellen führt, die alle genau das gleiche infektiöse Agens X erkennen und darauf reagieren, auf das die ursprüngliche Zelle getroffen ist. Einige dieser Klonzellen differenzieren sich zu Effektorzellen (effector cells) und einige zu Gedächtniszellen: B- und T- (lymphoide) Gedächtniszellen. Die Effektorzellen tragen dazu bei, dem Infektionserreger X entgegenzuwirken und ihn zu neutralisieren.
Wenn das Individuum erneut auf den Faktor X trifft, sind die Gedächtniszellen aufgrund spezifischer, komplexer und meist unbekannter molekularer und zellulärer Differenzierungen (die nicht Gegenstand dieses Artikels sind) in der Lage, schneller und besser gegen X zu reagieren als beim ersten Mal. Dies führt zu einer schnelleren Neutralisierung des Infektionserregers X. Die Person, die sich erneut mit dem Erreger X infiziert, kann trotzdem erkranken, aber wahrscheinlich wirdn die Infektion weniger schwerwiegend und die Symptome werden milder sein. Gedächtniszellen gegen X erkennen nur den Faktor X und reagieren nicht auf die Faktoren Y oder Z.

## Immungedächtnis und Impfstoffe
Das Immungedächtnis ist eines der wichtigsten und grundlegendsten Prinzipien des Immunsystems. Es ist die Grundlage für die erfolgreiche Herstellung von Impfstoffen durch die Bildung von B- oder T-Gedächtniszellen (oder B- und T-Gedächtniszellen). Da eine Impfung darauf abzielt, eine Person vor einem infektiösen Erreger zu schützen, dem sie in Zukunft begegnen könnte, gibt es keinen Impfstoff, der kein Immungedächtnis besitzt.